# 28976 Sevigny
28976 Sevigny este o planetă minoră (asteroid), cu un diametru de 3,786 km, din centura de asteroizi. A fost descoperită pe 24 mai 2001 la Stația Anderson Mesa de Lowell Observatory Near-Earth-Object Search. 
Obiectul prezintă o orbită caracterizată de o semiaxă mare de 2,6642991 UAi, o excentricitate de 0,11, o înclinație de 7,34862 ° în raport cu ecliptica.